# Richard Wilhelm (Leichtathlet)
Richard Wilhelm (* 1888 in Berlin; † 1917) war ein deutscher Geher.
Bei den Olympischen Spielen 1908 in London schied er im 3500-Meter-Gehen in der Vorrunde aus.
1906 wurde er Deutscher Meister im 100-km-Gehen.